# روبرت هاغ
روبرت هاغ (بالإنجليزية: Robert Hague)‏ هو نحات أسترالي ونيوزيلندي، ولد في 18 أكتوبر 1967 في روتوروا في نيوزيلندا.